# Ekebergia capensis
Ekebergia capensis là một loài thực vật có hoa trong họ Meliaceae. Loài này được Sparrm. mô tả khoa học đầu tiên năm 1779.

## Hình ảnh

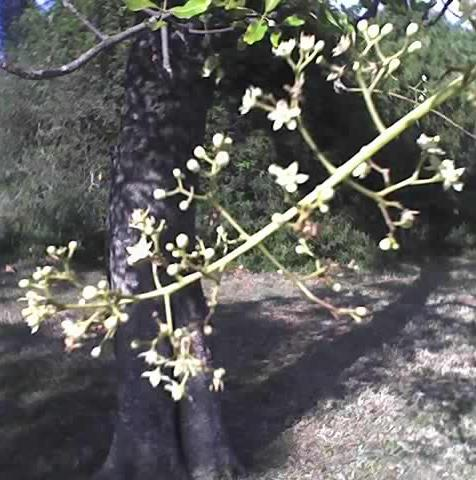
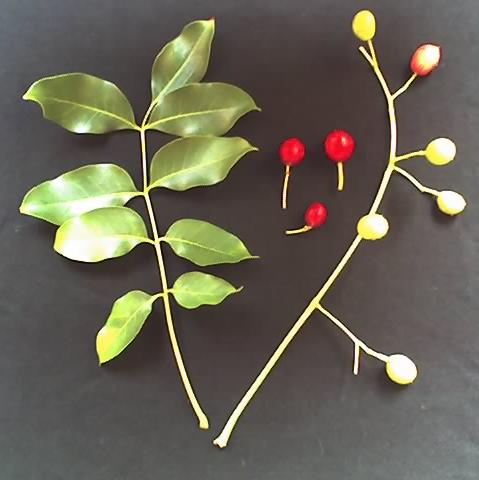
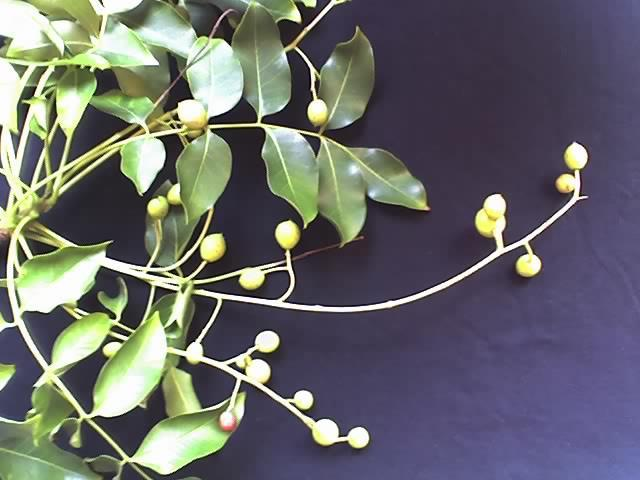
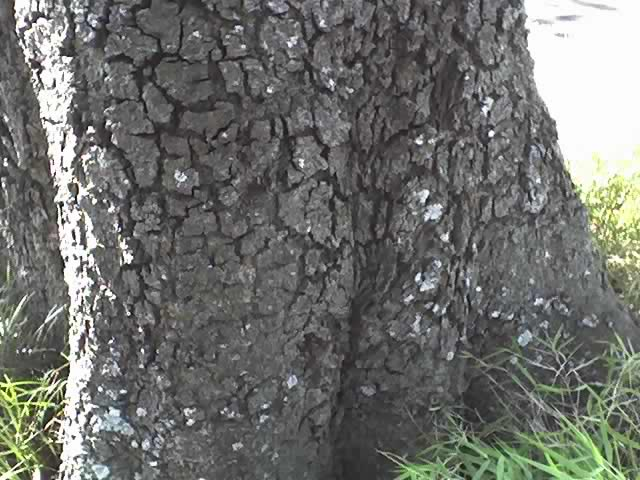